# Druxberge
Druxberge ist ein Ortsteil der Gemeinde Eilsleben im Landkreis Börde in Sachsen-Anhalt.

## Geografie
Druxberge liegt im Norden der Magdeburger Börde auf einer Hochfläche zwischen den Quellgebieten der Olbe und der Aller. Der Ort gilt als der höchstgelegene in der Börde. Nördlich von Druxberge erreicht der Wartsberg 179 m ü. NN.  Seehausen ist ca. neun Kilometer, die Landeshauptstadt Magdeburg etwa 17 Kilometer von Druxberge entfernt.

## Geschichte
Im Jahr 1135 taucht der Ort als Druchtelberg erstmals in einer Urkunde auf. Die Dorfkirche stammt aus dem Jahr 1865.
In der preußischen Provinz Sachsen gehörte Druxberge zum Landkreis Wolmirstedt.
Am 1. September 2010 wurde Druxberge nach Eilsleben eingemeindet.

### Einwohnerentwicklung
| Jahr       | Einwohner |
| ---------- | --------- |
| 1.12.1910  | 734       |
| 1933       | 637       |
| 1939       | 665       |
| 31.12.2003 | 415       |
| 31.12.2004 | 417       |
| 31.12.2005 | 431       |
| 31.12.2006 | 435       |
| 31.12.2007 | 436       |
| 31.12.2009 | 408       |
| Dez. 2018  | 374       |

(Quellen: Statistisches Landesamt Sachsen-Anhalt)

## Religion

### Evangelisch-lutherische Kirche
Druxberge wurde durch die Reformation protestantisch.
Die Kirche in Druxberge und ihre Kirchengemeinde gehören zum Pfarrbereich Seehausen (Börde) des Kirchenkreises Egeln der Evangelischen Kirche in Mitteldeutschland.

### Römisch-katholische Kapelle
Nach dem Zweiten Weltkrieg kamen durch die Flucht und Vertreibung Deutscher aus Mittel- und Osteuropa wieder Katholiken in größerer Zahl nach Druxberge und in die umliegenden Ortschaften, sodass 1969 im Haus Bauernstraße 10 eine katholische Kapelle eingerichtet wurde. Am 30. November 1969, dem 1. Sonntag im Advent, erfolgte ihre feierliche Weihe durch Prälat Heinrich Solbach. Die Kapelle trug das Patrozinium Hl. Joseph der Arbeiter und gehörte stets zur Pfarrei Eilsleben, zur Errichtung einer katholischen Kirchengemeinde kam es in Druxberge nicht. Die Kapelle bestand noch bis mindestens Anfang 1990 und wurde vermutlich Anfang der 1990er Jahre wieder profaniert. Heute gehören Katholiken in Druxberge zur Pfarrei St. Marien mit Sitz in Oschersleben (Bode) und der nähergelegenen Herz-Jesu-Kirche im rund sieben Kilometer entfernten Eilsleben.

## Politik

### Wappen
Das Wappen wurde am 14. November 1996 durch das Regierungspräsidium Magdeburg genehmigt.
Blasonierung: „In Blau am Stiel, nach oben drei runde Früchte, nach unten drei gezackte Blätter, alles golden.“
Die Gemeindefarben sind Gold (Gelb) - Blau.
Das Wappen wurde von der Magdeburger Heraldikerin Erika Fiedler gestaltet.

### Flagge
Dreistreifige Flagge mit einem breiteren blauen Mittelstreifen, belegt mit dem Wappenbild und zwei schmaleren gelben Seitenstreifen.

## Kultur und Sehenswürdigkeiten
In der Gemeinde hat seit 1996 der Kunst- und Kulturverein „Kleine Galerie Druxberge“ sein Domizil, der jährlich mehrere Ausstellungen organisiert.
Im Bürgerhaus des Ortes befinden sich das Bürgermeisterbüro und ein Saal mit Gastraum und Küche.

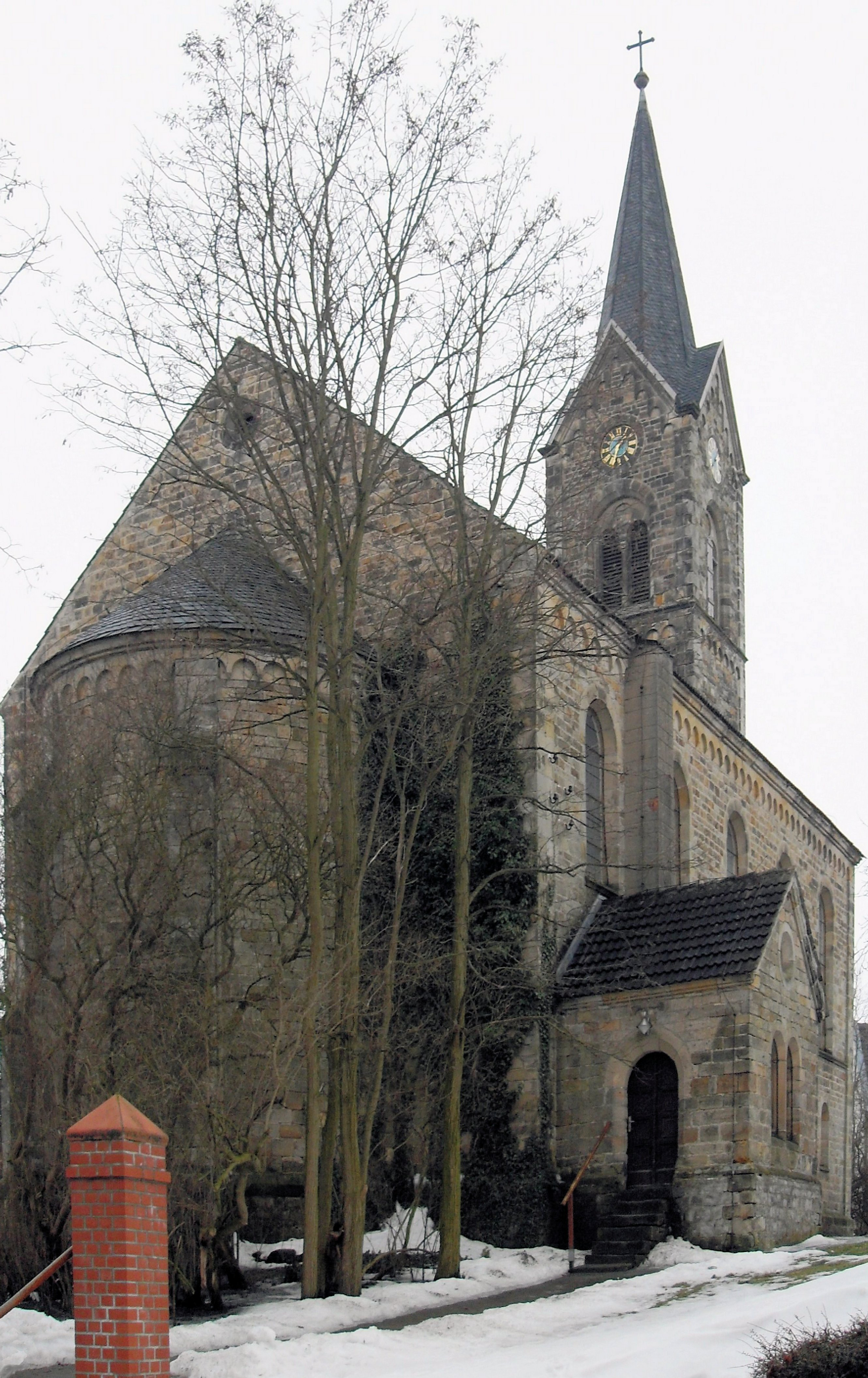
Dorfkirche Druxberge

Eine Kirche in Druxberge wird erstmals 1257 erwähnt. Von ihr sind noch Reste der Friedhofsmauer erhalten. Anstelle dieser Kirche entstand 1867 die heutige evangelische Dorfkirche Druxberge nach Plänen des Baumeisters Friedrich August Stüler. Eine Besonderheit stellt die 1868 vom Neuhaldensleber Orgelbaumeister August Troch errichtete mechanische Orgel dar. Sie ist im Originalzustand erhalten und wird für Konzerte genutzt.

## Verkehrsanbindung
Die Autobahn-Anschlüsse Bornstedt und Eilsleben (A 2) sind 7 bzw. 8 km von der Gemeinde entfernt. Durch die Nachbargemeinde Ovelgünne führt die Bundesstraße 246a. Die nahegelegenen Bahnhöfe Dreileben-Drackenstedt und Ovelgünne liegen an der Strecke Magdeburg–Braunschweig.

## Persönlichkeiten
In Druxberge wurde der Schauspieler Jörg Knochée (1944–1989) geboren. 
Das Künstlerehepaar Annelotte und Hans-Arthur Spieß hatte seit 1945 ihren Wohnsitz in Druxberge. Beide arbeiteten auch als Lehrer in der Region.